# Mélanie Cohl
Mélanie Cohl (Doornik, 4 januari 1982) is een Belgische zangeres.

## Levensloop
Toen Cohl vijf jaar was, leerde ze al vioolspelen en vanaf haar achtste nam ze deel aan zangwedstrijden. Onder het pseudoniem Kelly Logan bracht ze covers van artiesten als Adamo, Claude Barzotti en Jeanne Mas. Ze nam deel aan verschillende wedstrijden en televisieprogramma's, zoals Chacun sa chance op TF1 en Jeunes solistes op RTBF.
Tijdens de opnamen van het programma Pour la gloire op RTBF werd ze opgemerkt door de zanger Philippe Swan, die voor haar het nummer Dis oui zou schrijven, haar eerste lied. Met dit nummer werd Cohl in 1998 geselecteerd om België te vertegenwoordigen op het Eurovisiesongfestival. Ze behaalde daarmee de zesde plaats.
Nadat ze bekendheid had verworven door haar deelname aan het Eurovisiesongfestival, kwam haar eerste album uit, getiteld Mes îles. Daarna volgden verschillende singles van dit album.
Cohl werd bovendien uitgenodigd door de studio's van Disney om de originele stem in te spreken van Mulan in de gelijknamige film. In 2003 speelde ze mee in de komische musical Les Demoiselles de Rochefort in Parijs, waar ze de rol van Solange vertolkte.

## Discografie
- 1997: Pour la Gloire; les finalistes 97 (verzamel-cd van het RTBF-programma)
- 1998: Mes îles
- 2003: Le meilleur de Mélanie Cohl
- 2003: Demoiselles de Rochefort - Version 2003 (musical)

1956: Fud Leclerc + Mony Marc · 
1957: Bobbejaan Schoepen · 
1958: Fud Leclerc · 
1959: Bob Benny · 
1960: Fud Leclerc · 
1961: Bob Benny · 
1962: Fud Leclerc · 
1963: Jacques Raymond · 
1964: Robert Cogoi · 
1965: Lize Marke · 
1966: Tonia · 
1967: Louis Neefs · 
1968: Claude Lombard · 
1969: Louis Neefs · 
1970: Jean Vallée · 
1971: Lily Castel & Jacques Raymond · 
1972: Serge & Christine Ghisoland · 
1973: Nicole & Hugo · 
1974: Jacques Hustin · 
1975: Ann Christy · 
1976: Pierre Rapsat · 
1977: Dream Express · 
1978: Jean Vallée · 
1979: Micha Marah · 
1980: Telex · 
1981: Emly Starr · 
1982: Stella · 
1983: Pas de Deux · 
1984: Jacques Zegers · 
1985: Linda Lepomme · 
1986: Sandra Kim · 
1987: Liliane Saint-Pierre · 
1988: Reynaert · 
1989: Ingeborg · 
1990: Philippe Lafontaine · 
1991: Clouseau · 
1992: Morgane · 
1993: Barbara · 
1995: Frédéric Etherlinck · 
1996: Lisa del Bo · 
1998: Mélanie Cohl · 
1999: Vanessa Chinitor · 
2000: Nathalie Sorce · 
2002: Sergio & The Ladies · 
2003: Urban Trad · 
2004: Xandee · 
2005: Nuno Resende · 
2006: Kate Ryan · 
2007: The KMG's · 
2008: Ishtar · 
2009: Copycat · 
2010: Tom Dice · 
2011: Witloof Bay · 
2012: Iris · 
2013: Roberto Bellarosa · 
2014: Axel Hirsoux · 
2015: Loïc Nottet · 
2016: Laura Tesoro · 
2017: Blanche · 
2018: Sennek · 
2019: Eliot · 
2021: Hooverphonic · 
2022: Jérémie Makiese · 
2023: Gustaph · 
2024: Mustii · 
2025: Red Sebastian
- Bibliothèque nationale de France: cb141655012 (data)
- Gemeinsame Normdatei: 135108918
- International Standard Name Identifier: 0000 0000 5515 7276
- MusicBrainz: e4027d15-6b01-4047-840f-42a15e760116
- Virtual International Authority File: 7597327
- WorldCat: E39PBJmdxwCwMHCBth3wTFVt8C